# Joshua Herrick
Joshua Herrick (* 18. März 1793 in Beverly, Essex County, Massachusetts; † 30. August 1874 in Alfred, Maine) war ein US-amerikanischer Politiker. Zwischen 1843 und 1845 vertrat er den Bundesstaat Maine im US-Repräsentantenhaus.

## Werdegang
Joshua Herrick besuchte die öffentlichen Schulen seiner Heimat. Im Jahr 1811 zog er in den District of Maine, der damals noch zu Massachusetts gehörte. Dort wurde er im Holzgeschäft tätig. Während des Britisch-Amerikanischen Krieges von 1812 war Herrick amerikanischer Soldat. Später zog er nach Brunswick im neu entstandenen Bundesstaat Maine. Dort arbeitete er bei der ersten Baumwollverarbeitungsfabrik dieses Staates. Über viele Jahre hinweg war Herrick stellvertretender Polizeichef im Cumberland County. Zwischen 1829 und 1841 war er bei der Zollbehörde im Hafen von Kennebunkport angestellt. Von 1832 bis 1842 fungierte er als Ratsschreiber (Town Clerk) dieser Stadt, in der er auch Gemeinderat war. Außerdem nahm er dort einige soziale Aufgaben wahr. In den Jahren 1842 und 1843 war er als County Commissioner Landrat im York County.
Herrick war Mitglied der Demokratischen Partei. 1842 wurde er als deren Kandidat im ersten Wahlbezirk von Maine in das US-Repräsentantenhaus in Washington, D.C. gewählt. Dort trat er am 4. März 1843 die Nachfolge von Nathan Clifford an. Da er im Jahr 1844 von seiner Partei nicht mehr für eine weitere Amtszeit nominiert wurde, konnte er bis zum 3. März 1845 nur eine Legislaturperiode im Kongress verbringen. Diese war von den Diskussionen um einen möglichen Anschluss der Republik Texas an die Vereinigten Staaten bestimmt.
Nach dem Ende seiner Zeit im US-Repräsentantenhaus arbeitete Herrick von 1847 bis 1849 wieder für die Zollbehörde in Kennebunkport. Zwischen 1849 und 1855 war er Verwaltungsangestellter bei der  Nachlassbehörde im York County. Anschließend zog er sich in den Ruhestand zurück. Joshua Herrick starb am 30. August 1874 in der Gemeinde Alfred. Er wurde in Kennebunkport beigesetzt.